# 白虎野
『白虎野』（びゃっこや）は、日本のシンガーソングライター平沢進の10作目のアルバム。「ディストピア3部作」2作目。2006年2月2日に自主レーベルのケイオスユニオン/TESLAKITEより発売された。

## 解説
- 「分岐」と「確率」をキーワードとしている。また、前作『BLUE LIMBO』の流れを組む「ディストピア3部作」の2作品目でもあり、ディストピアを意識したフレーズや、白虎からの着想で「西」という単語が多用されている。
- バカコーラス（多重録音）、平沢の声のコラージュ、VOCALOID「LOLA」等、全曲に渡り様々な声をフィーチャーしている。
- レコーディングではRolandのシンセサイザー｢SH-32｣が多用されている[1]。

## 収録曲
1. 時間の西方 - The Westward of Time
無料配信曲。
2. 白虎野 - Byakkoya - White Tiger Field
アニメ映画「パプリカ」の主題歌として、歌詞の一部を差し替えた上で使用されている（そのバージョンは『パプリカ オリジナルサウンドトラック』に「白虎野の娘」として収録）。
「白虎野」とは、ベトナム・ホーチミン市の南東方沖合に位置する海底油田「バクホー油田 (White Tiger Oil Field) 」のことを指す。歌詞にはアオザイやノンラーといったベトナムを連想させる単語が使われているほか、間奏には「Xin chào các bạn　Đây là quê hương của chúng tôi　Đây là tương lai của chúng tôi（ようこそ ここが私たちの都 ここが私たちの未来）」というベトナム語のセリフが入る。
2023年2月3日より、平沢進＋会人(EJIN)として出演した2019年のFUJI ROCKアレンジバージョンが、スタジオ音源集『RUBEDO/ALBEDO』に収録されBandcampにてデジタルアルバムとして販売された[2]。
3. 生まれなかった都市 - The Stillborn City
インタラクティブ・ライブ「LIVE 白虎野」でアレンジバージョンが劇中歌として使用され、『LIVE白虎野記念パッケージ』に「アティドゥーの番人」として収録されている。
4. 記憶から来た男 - The Man from Memories
5. 水脈 - Water Vein
6. CODE-COSTARICA
7. Σ星のシダ - Fern of the Planet Sigma
8. 確率の丘 - Probability Hill
9. 白虎 - Byakko - White Tiger
10. パレード - Parade
アニメ映画「パプリカ」挿入曲。『パプリカ オリジナルサウンドトラック』にも収録されている。
イントロのコーラスはNurse Cafe（SIREN収録）の逆再生[注釈 1]。
アウトロにはP-MODEL時代の曲「MONSTER A GO GO（ボックスセット『太陽系亞種音』収録）」が混入している。

## 参加ミュージシャン
- 平沢進 - ボーカル、シンセサイザー